# Teknikland
Teknikland ligger vid Optand flygfält söder om Östersund och beskriver sig som "en retroteknisk värld med veteranbilar, flygplan och militärhistoria".

## Historik
Teknikland är ett teknik- militär- och flyghistoriskt museum med fokus på barnfamiljer och aktiviteter. På Teknikland finns en uppfinnarverkstad för barn (KomTek), många lekmiljöer, restaurang, rutschkana, fallskärmsgunga, sandlåda och ett militärhistoriskt museum. Här väcks minnen till liv hos den som upplevt vår 1900-talshistoria. För de mindre finns lekmiljöer i alla utställningar. Teknikland drivs mestadels ideellt av medlemmar i ägarföreningarna med stöd av Stiftelsen Jamtli. På norra sidan vägen mot Ope flygplats finns Jämtlands Flyg- och Lottamuseum, som redan 1994 etablerades på platsen. Museet drivs av Svensk Flyghistorisk Förenings sektion Jämtland/Härjedalen och är fristående från Teknikland.

## Samlingar
På Flyg och Lottamuseet finns en av Sveriges största samlingar av civila och militära flygplan. Teknikland har också tillgång till militära samlingar från Östersunds garnison där det tidigare funnits tre museer.